# Петропавловск (Якутия)
Петропавловск (якут. Петропавловскай) — село, административный центр Петропавловского национального наслега Усть-Майского улуса (района) Республики Саха (Якутия) России.

## География
Расположено в 7 км от улусного центра. Расположен на левом берегу реки Алдана. Расстояние до Якутска: наземным путём — 382 (389) км, воздушным — 310 км, водным — 1035 км.

## История
Первоначально села назывались Петропавловское.
Петропавловское селение образовано скопцами в 1871 году, на левом берегу р. Алдан, в 7 верстах от деревни Усть-Майской и в 360 верстах от города Якутска (некоторые скопческие дома сохранились до настоящего времен).
Возникновение же села Петропавловск связано с высылкой скопцов в Якутию. С их прибытием и начинается история села, как населённого пункта. Предполагается, что название села дано в честь святых Петра и Павла.
6 декабря 1859 года высочайше утверждено положение Сибирского комитета о ссылке скопцов в Якутскую область и о поселении их по рекам Алдану и Мае. По документам Центрального архива 1860 годов появились 11 скопческих селений, среди которых Петропавловск и Троицк.
В записках генерал-майора Генерального штаба Константина Николаевича Светлицкого, датированных 6 ноября 1886 г., сообщается "В четырёх верстах от Усть-Майского селения, на левом берегу Алдана лежит Петропавловское скопческое селение. Подобно большинству скопческих поселений оно отличается чистотою и хорошими большими постройками, хотя дома в нём все одноэтажные, то есть обыкновенные русские избы… ".
В эти местности ссылали не только скопцов и староверов, но и политических ссыльных. По имеющимся историческим данным в Петропавловске отбывали ссылку: каракозовец Николаев Петр Федорович, народоволец Волков Николай Николаевич, участник польского восстания Бутковский Сильвестр Маркович. Бутковский С. М. вместе с сыновьями Родионом, Денисом, Лаврентием, Евлампием принял активное участие в установлении в селе Советской власти.
В 1894 году селение посетил Я. В. Стефанович, участник дорожной экспедиции П. А. Сикорского. 17-18 июня 1904 года Петропавловское селение посетила путешественница — М. Сулима-Дмитриева.
В 1906 году переведена в Петропавловск из Усть-Маи метеостанция, организованная в 1893 году.
В 2012 году была сдана в эксплуатацию новая двухэтажная школа.
В 2014 году завершено строительство моста через реку Мокуя, а также ремонт дороги Петропавловск-Усть-мая. Однако ремонт дороги Петропавловск-Усть-мая вызвал негодование и даже был освещён ГБУ РС (Я) Национальная вещательная компания «Саха» (НВК «Саха»).
В мае 2018 года в аэропорту села Петропавловск принимали пострадавших от паводка жителей села Кюпцы.
В 2024 году в селе построено первое каменное трёхэтажное здание. Им стал трёхэтажный многоквартирный дом.

## Население
| 2002 | 2010 | 2021 |
| ---- | ---- | ---- |
| 944  | ↘871 | ↗933 |